# بروسيلات
البروسيلات (بالإنجليزية: Brucellaceae)‏ هي فصيلة من المستجذريات سلبية الغرام هوائية. قد تم تسميتها على اسم السير ديفيد بروس، عالم الميكروبيولوجيا الاسكتلندي. تتكون الفصيلة من مسببات الأمراض وبكتيريا التربة